# Stroboskop
Ett stroboskop (strob) är ett instrument som sänder ut ljuspulser (strobljus) för att lysa upp ett föremål så man kan studera dess rörelse eller hastighet.
Inom medicin utförs stroboskopi för att se stämbandens rörelse. Stroboskopens frekvens av ljusimpulser tydliggör stämbandens frekvens av rörelse, och kan påvisa oliksidig stämbandsmotorik.
Stroboskopet uppfanns 1832 av Joseph Plateau och Simon von Stampfer, och bestod då av två parallella cirkulära skivor, anbragta på en gemensam axel. På den ena skivan var radiella spalter utskurna. Genom spalterna kunde teckningar i olika stader av rörelser målade på den andra skivan iakttas, och då axeln roterades gav bilderna intryck av rörelse. Stroboskopet blev en föregångare till Trolltrumman där bilderna befann sig på insidan av en cylinder, och det 1877 utvecklade praxinoskopet.
Stroboskop används även för inställning av tändningsläget hos bilar. Inom medicinen används stroboskop av öron-näsa-halsläkare eller foniater för att undersöka stämbanden.
På diskotek och rave används stroboskop som ljuseffekt. Rätt använt ger det intrycket av att dansarna rör sig i slow motion. Det kan också leda till viss känsla av eufori eller rent av extas. Dock kan det under en längre förbrukningstid framkalla epilepsi eller värre former av yrsel och huvudvärk.
Personer med epilepsi kan dock få anfall omgående.